# TT14
La tombe thébaine TT 14 est située à Dra Abou el-Naga, dans la nécropole thébaine, sur la rive ouest du Nil, face à Louxor en Égypte.
C'est le lieu de sépulture de Houy, prêtre ouab d'Amenhotep, le favori d'Amon.